# Cherokee Museum

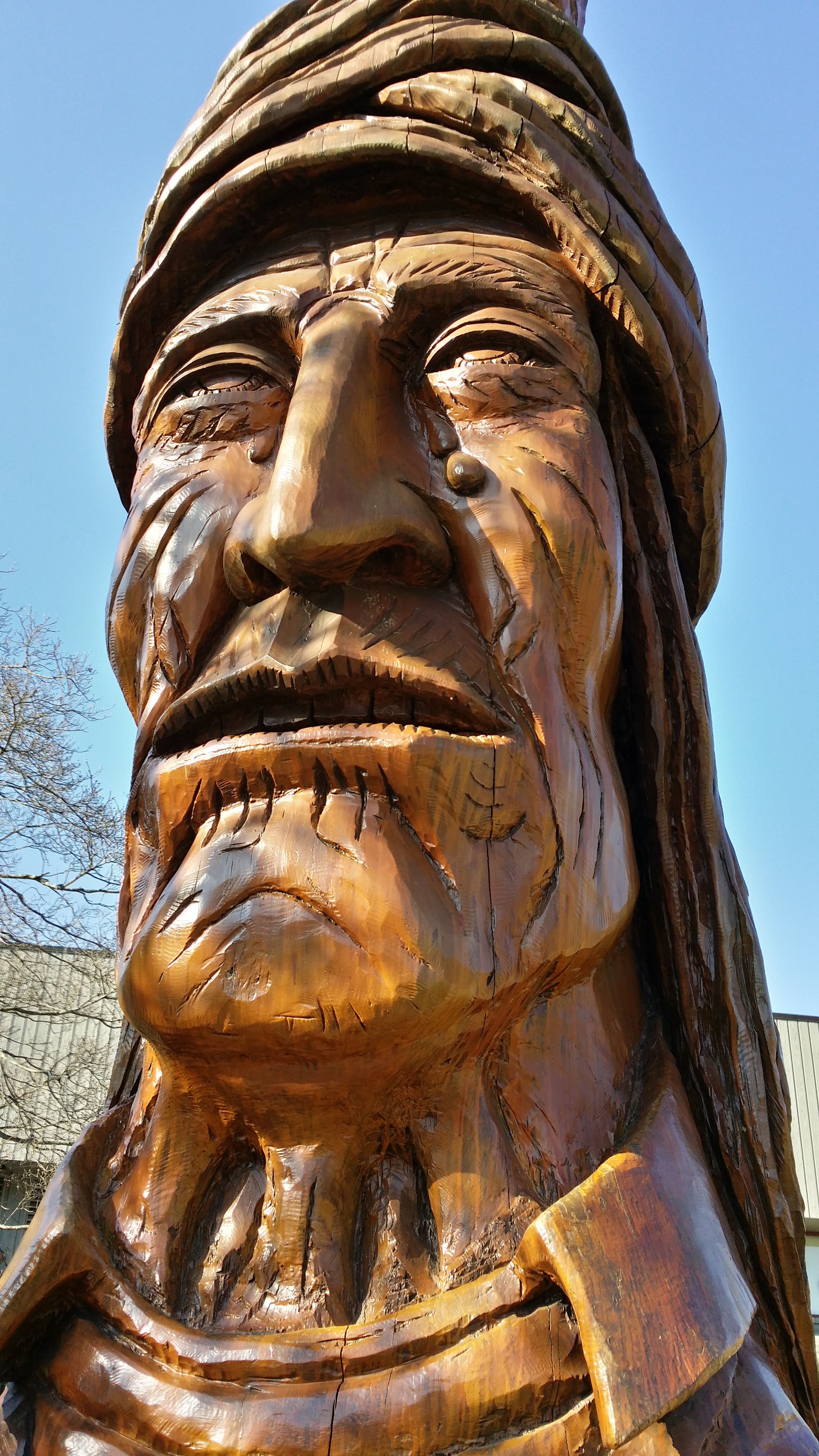
Sequoyah Denkmal vor dem Cherokee Museum, North Carolina

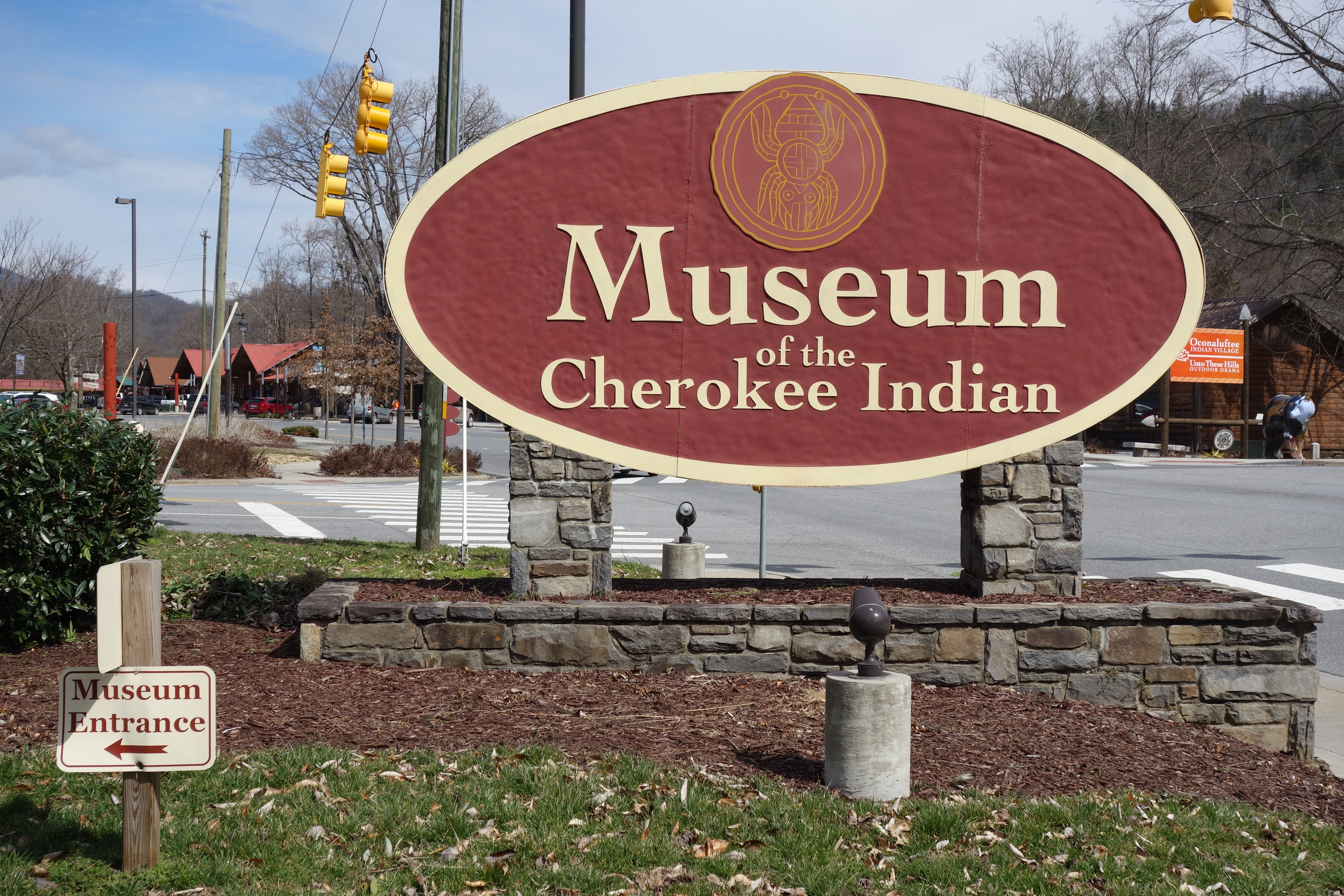
Cherokee-Museum-Schild

Das Museum of the Cherokee People im Ort Cherokee (North Carolina) zeigt die Geschichte des Indianervolks der Cherokee.

## Rundgang
Der Museums-Rundgang ist im Wesentlichen chronologisch aufgebaut. Er beginnt mit der Besiedlung der Stammesgebiete in Nordamerika und endet mit dem Besuch von Cherokee-Abgesandten in England. Aufwändige Illustrationen vermitteln die Lebensweise und Kultur der Indianer sowie die Probleme und Auswirkungen des Zusammenstoßes mit den europäischen Siedlern.
Das Leben und Wirken von Cherokee-Persönlichkeiten wie z. B. Sequoyah oder Nancy Ward werden vorgestellt. Es gibt auch Informationen über die verbliebenen sieben Cherokee-Clans (Wolf-, Deer-, Bird-, Blue-, Longhair-, Wild Potato- und Paint-Clan) und die Fünf Zivilisierten Stämme.
Am Ende des Rundgangs gibt es einen Museumsshop mit Literatur und Souvenirs.